# 友田直孝
友田 直孝（ともだ なおたか、1985年8月31日 - ）は、日本の照明技師である。東京都出身。日本大学藝術学部映画学科卒業。株式会社HILITE代表取締役。映画「唄う六人の女」で日本映画テレビ照明協会主催令和5年度照明技術賞映画部門において新人奨励賞を受賞。

## 主な参加作品

### 長編映画
- ディアーディアー（2015年／菊地健雄監督）[5]
- ふきげんな過去（2016年／前田司郎監督）[6]
- Daughters（2020年／津田肇監督）[1][2]
- 唄う六人の女（2023年／石橋義正監督）[7]
- MIRRORLIAR FILMS Season5「変哲の竜」（2024年／大橋裕之）[8]
- SOUND of LOVE（2024年／吉川鮎太）[9]
- Welcome Back（2025年／川島直人）[3]

### TV番組
- 星新一の不思議な不思議な短編ドラマ（見失った表情：2022年3月23日、薄暗い星で：2022年3月23日、ものぐさ太郎：2022年3月23日、凍った時間：2022年3月23日、ずれ：2022年3月24日、NHK BS4K・BSプレミアム）[10]
- ホラー短歌の世界へようこそ（第1夜　ゴミ捨て場：2022年8月15日、第2夜　水の底：2022年8月16日、第3夜　わすれもの：2022年8月17日、第4夜　上がったり下がったり：2022年8月18日、NHK総合）[11]
- 藤子・F・不二雄短編ドラマ（メフィスト惨歌：2023年4月9日、定年退食：2023年4月16日、箱舟はいっぱい：2023年6月4日、NHK BS、総合）[12]
- 藤子・F・不二雄短編ドラマ シーズン2（旅人還る：2024年5月17日、3万3千平米：2024年4月25日、マイシェルター：2024年4月11日、NHK BS、総合）[13]

### VOD作品
- ドライフラワー -七月の部屋-（第1話：2021年8月13日、第2話、第3話：2021年8月20日、Hulu）[14]
- 情事と事情（2024年12月5日配信開始、Lemino）[15]

### CM
- テレビ朝日ドラマ 東京タワー ティザームービー[16]

### Web広告
- 養老乃瀧60周年記念サイト「仲間酒場」宣言！（2016年）※サイト内動画の照明として参加[17]